# Polystichum lonchitiforme
Polystichum lonchitiforme är en träjonväxtart som först beskrevs av Halácsy, och fick sitt nu gällande namn av Alfred Becherer. Polystichum lonchitiforme ingår i släktet Polystichum och familjen Dryopteridaceae. Inga underarter finns listade.